# Genlisea margaretae
 Genlisea margaretae ist eine fleischfressende Art aus der Gattung der Reusenfallen (Genlisea). Sie ist heimisch in Afrika und hat das kleinste bekannte Genom aller Bedecktsamer.

## Beschreibung
Genlisea margaretae ist eine ausdauernde, krautige Pflanze. Die zahlreichen, in einer dichten, bodenständigen Rosette stehenden, kahlen Blätter sind 20 bis 30 Millimeter lang und 3 bis 4 Millimeter breit, spatelförmig und am Ende stumpf. Die zahlreichen Fallen sind 6 bis 150, selten bis zu 200 Millimeter lang. An den 10 bis 35, selten bis zu 50 cm hohen Blütenständen sitzen die sechs bis zehn violetten bis malvenfarbenen Blüten, deren Unterlippe im Normalfall gelblich erscheint.
Die Chromosomenzahl wird mit 2n=ca.40 angegeben. Die Art hat mit 63,4 Mbp das kleinste bekannte Genom aller Bedecktsamer.

## Verbreitung
Genlisea margaretae ist heimisch in Afrika (Sambia, Madagaskar und Tansania) auf Moospolstern in dauerfeuchten Mooren und in überrieselten Sickerfluren auf Inselbergen.

## Systematik und Forschungsgeschichte
Genlisea margaretae wurde 1946 von John Hutchinson erstbeschrieben, sie wird in die Untergattung Genlisea gestellt.
Neben Genlisae violacea und Genlisea aurea war Genlisea margaretae eine der drei Arten, an denen 1998 die lang vermutete Karnivorie der Gattung nachgewiesen wurde.

## Nachweise
1. 1 2 3 4  Eberhard Fischer, Stefan Porembski, Wilhelm Barthlott: Revision of the Genus Genlisea (Lentibulariaceae) in Africa And Madagascar with Notes on Ecology and Phytogeography. In: Nordic Journal of Botany. Bd. 20, Nr. 3, 2000, ISSN 0107-055X, S. 291–318, doi:10.1111/j.1756-1051.2000.tb00746.x.
2. ↑  Johann Greilhuber, Thomas Borsch, Kai Müller, Andreas Worberg, Stefan Porembski, Wilhelm Barthlott: Smallest Angiosperm Genomes Found in Lentibulariaceae, with Chromosomes of Bacterial Size. In: Plant Biology. Bd. 8, Nr. 6, 2006, S. 770–777, doi:10.1055/s-2006-924101.
3. ↑  Wilhelm Barthlott, Stefan Porembski, Eberhard Fischer, Björn Gemmel: First protozoa-trapping plant found. In: Nature. Bd. 392, Nr. 6675, 1998, S. 447, doi:10.1038/33037.